# Myriam Aziza
Pour l’article homonyme, voir Aziza.
Myriam Aziza, née le 29 juillet 1971 à Perpignan (Pyrénées-Orientales), est une réalisatrice et scénariste française.

## Biographie
Après de brèves études de mathématiques, Myriam Aziza intègre le département « Réalisation, promotion 1995 » de la Fémis. Elle y réalise trois courts-métrages, Sauf le Vendredi, Méprises et Comme on respire, primés dans de nombreux festivals. Après sa sortie de l'école, elle se consacre à la réalisation de films documentaires. Elle co-réalise avec Sophie Bredier deux documentaires autour de questions identitaires, Nos traces silencieuses en 1998, sélectionné au Festival de Berlin (Forum), sorti en salles en 2000 et Séparées en 2001 pour Arte (programmation ACID à Festival de Cannes 2001). 
Tout en poursuivant différents projets – deux courts-métrages, Le Pourboire (2000) et L’âge de raison (2004) – et le tournage en 2007 d’un troisième documentaire, L'An prochain à Jérusalem sélectionné au festival de Locarno, Myriam Aziza se consacre, toujours avec Sophie Bredier, à l’écriture de son premier long métrage, La Robe du soir. Après ce premier film sorti en salles en 2010, elle réalise son deuxième long métrage Les Goûts et les Couleurs (To Each, her own) pour Netflix (juin 2018), qui aborde sous le prisme de la comédie des thèmes déjà abordés dans ses autres films : l’identité sexuelle, le judaïsme et la famille.

## Filmographie

### Longs métrages
- 2010 : La Robe du soir
- 2018 : Les Goûts et les Couleurs

### Documentaires
- 1998 : Nos traces silencieuses
- 2001  : Séparées
- 2007 : L'An prochain à Jérusalem

### Courts métrages
- 1993 : Sauf le vendredi
- 1994 : Méprises
- 1995 : Comme on respire
- 2000 : Le Pourboire ou la pitié
- 2004 : L'Âge de raison

## Distinctions
- Festival Entrevues de Belfort 1998 : Prix du jury Documentaire pour Nos traces silencieuses
- Festival de San Francisco 2000 : Prix du Documentaire à la première personne pour Nos traces silencieuses
- Festival Cinéma du réel 2001 : Prix Louis Marcorelles pour Séparées
- Festival Cinemed de Montpellier 2004 : Prix Fondation Beaumarchais pour L'Âge de raison
- Festival Entrevues de Belfort 2007 : Mention spéciale du jury pour L'An prochain à Jérusalem
- Festival international du film de femmes de Salé (Maroc) 2010 : Prix spécial du jury pour La Robe du soir
- Philadelphia QFest 2010 : Prix du premier film pour La Robe du soir